# Stockholm-klasse
De Stockholm-klasse is een scheepsklasse van twee schepen die in dienst zijn bij de Zweedse marine. De schepen zijn oorspronkelijk gebouwd als korvetten door Karlskronavarvet AB tussen 1984 en 1985. De schepen zijn in 2017 herbouwd als patrouilleschepen. De voornaamste taak van de schepen is het bewaken en het beschermen van de Zweedse wateren.
Er zijn twee schepen van de Stockholm-klasse:
- HMS Stockholm
- HMS Malmö

Beide schepen zijn gestationeerd gestationeerd in Karlskrona, bij de derde zeestrijdvloot.

## Geschiedenis
De schepen van de Stockholm-klasse zijn ontstaan uit een studie voor schepen met een hogere uithoudingsvermogen. Dit project heette Ytattack-81. Voor de schepen zouden de rompen van torpedoboten uit de Spicaklasse en Norrköpingsklasse gebruikt worden. De nieuwe schepen zouden een hogere waterverplaatsing krijgen (350 ton t.o.v. 250 ton) en kregen een gecombineerde motor, uitgerust met twee dieselmotoren en één gasturbine. Uiteindelijk werd er verwacht dat het schip niet van de tekentafel af zou komen.
In de jaren '80 bevonden zich er veel Sovjet-onderzeeërs in de Zweedse territoriale wateren. Een daarvan, de Sovjet-onderzeeboot S-363, liep op 27 oktober 1981 aan land. Dit incident, dat 10 km van de Zweedse marinebasis plaatsvond, toonde dat de Zweedse Marine weinig middelen had om onderzeeboten te bestrijden en ze hard nodig had. De Zweedse marine koos er voor om het Ytattack-project te gebruiken en de schepen geschikt te maken voor onderzeebootbestrijding. De schepen zouden uitgerust worden met een sonar, torpedo's en mortiergranaten. De HMS Stockholm was het eerste schip dat werd voltooid en werd op 22 augustus 1984 opgeleverd. De HMS Malmö werd ongeveer één jaar later opgeleverd, op 23 maart 1985. Beide schepen werden op 1 mei 1986 in dienst genomen.
Eind jaren '90 werden de schepen gemoderniseerd, na intensief gebruik en gebrek aan elektronica. De schepen werden uitgerust met nieuwe motoren, gevechtssystemen, navigatiesystemen en SIGINT. Ook werden de schepen uitgerust met apparatuur om branden te bestrijden. Beide schepen werden na oplevering ingedeeld bij de 31ste korvetdivisie bij de derde zeestrijdvloot.
In 2009 deden beide schepen mee aan een taskforce bij Somalië om piraterij te bestrijden.
In 2015 werden de schepen aangepast om als patrouilleboot te dienen. De huidige taken van de schepen zijn:
- Onderzeebootbestrijding
- Escorteren van schepen
- Zeeslagen leveren

## Bewapening
De schepen zijn bewapend met het volgende:
- 1× Bofors 57mm-kanon
- 8× RB 15 antischeepsraketten
- Zeemijnen
- Dieptebommen